# 2-й кавалерийский полк (Австралия)
2-й кавалерийский полк (англ. 2nd Cavalry Regiment (2 CAV)) — бронетанковый полк сухопутных войск Австралии. Сформированный в 1965 году как «1-й кавалерийский полк», он является вторым по старшинству полком в Королевском австралийском бронетанковом корпусе. В 1970 году полк был переименован во 2-й кавалерийский полк, чтобы отличать его от 1-го бронетанкового полка. Полк базировался в Холсворти до 1992 года, когда он был включен в состав 1-й бригады, базировавшейся в Дарвине на Северной территории. В конце 2014 года полк был переведён в 3-ю бригаду и в настоящее время базируется в Таунсвилле (штат Квинсленд). Подразделение оснащено танками M1A1, бронированными разведывательными машинами ASLAV и БТР M113AS4.

## История
Полк был сформирован в 1965 г. как 1-й кавалерийский полк путем присоединения к нему двух регулярных эскадронов, входивших в состав полков Гражданских вооружённых сил (Citizens Military Force). Эскадрон «А» был сформирован из эскадрона «А» 4-го/19-го лёгкого конного полка принца Уэльского, а эскадрон «В» — из эскадрона «А» 2-го/14-го квинслендского конного полка.
Изначально у этих двух эскадронов не было ни полкового штаба, ни штабного эскадрона. Однако с реорганизацией RAAC появились и штаб (RHQ), и новое название. RHQ и штабной эскадрон были сформированы на Галлиполийских линиях, Холсворти, 20 ноября 1970 г. Чтобы избежать путаницы, было решено, что бронетанковые полки регулярной армии будут иметь сквозную нумерацию: 1-й бронетанковый полк был самым старшим, поэтому 1-й кавалерийский был переименован во 2-й. Когда полк только сформировали, он состоял из разведывательного эскадрона и эскадрона бронетранспортёров. Так продолжалось до 1976 года, когда Королевский австралийский полк перешёл на механизированную службу, оставив 2-й кавалерийский полк сосредоточенным на разведке. В 1992 году 2-й кавалерийский полк передислоцировался из Холсворти в Дарвин на Северной территории, став первым подразделением 1-й бригады, сделавшим это.
К 1996 году был сформирован эскадрон «С». До середины 1990-х годов все три эскадрона были оснащены разведывательными машинами M113, а в 1995—1997 годах полк был перевооружён на БРМ ASLAV. Среди специализированного оборудования, используемого полком в разведке, — переносная радиолокационная станция наблюдения и обнаружения целей AMSTAR, способная обнаруживать и распознавать движущиеся цели, включая личный состав, транспортные средства, корабли и низколетящие вертолёты. Система AMSTAR способна обнаруживать и классифицировать цели на дальности до 35 000 метров. Хотя систему могут перемещать несколько человек, она обычно устанавливается на ASLAV-S. Для обработки данных используется прочный ноутбук в сочетании со слуховым индикатором.
После перевооружения на ASLAV 2-й кавалерийский полк играет ключевую роль в военных операциях ВС Австралии. В 1999 году эскадрон «C» был развёрнут в Восточном Тиморе в рамках первоначального вклада Австралии в INTERFET. В первые дни интервенции ASLAV обеспечивали австралийским силам большую часть мобильности и бронетанковой поддержки. Подразделения полка поддерживали все последующие развертывания австралийских войск в Восточном Тиморе. Полк продолжал служить в Восточном Тиморе в составе UNTAET с 2000 по 2002 год.
После вторжения в Ирак в 2003 году 2-й кавалерийский полк был переброшен в Ирак. Первоначальная роль полка заключалась в обеспечении бронированным транспортом австралийских дипломатов и военных, находившихся в Багдаде и на севере Ирака. С 2005 года полк также являлся ключевым элементом оперативной группы «Аль-Мутанна»: штаб полка под командованием подполковника Роджера Нобла командовал первой ротацией, а эскадрон полка принимал участие в первых двух ротациях элементов оперативной группы в 2005—2006 годах. Впоследствии 2-й кавалерийский полк возглавил боевую группу «Оверуотч» (запад) и поддерживал третью ротацию боевой группы в 2006—2007 годах. Кроме того, в 2003—2005, 2007—2009 и 2011 годах полк оказывал поддержку отряду безопасности (SECDET) в Багдаде. С 2006 по 2007 год полк был развёрнут в Афганистане в составе первой оперативной группы по восстановлению, с 2008 по 2010 год — первой и второй ротаций оперативной группы по наставничеству и восстановлению, а с 2010 по 2011 год — второй оперативной группы по наставничеству. В 2013 году подразделение сформировало оперативную группу 2-го кавалерийского полка, которая стала последней ротацией австралийского подразделения в провинции Урузган, Афганистан.
С 2014 года 2-й кавалерийский полк начал передислокацию в казармы Лаварак в Таунсвилле, штат Квинсленд, чтобы стать бронетанковым компонентом 3-й бригады. 31 октября полк попрощался с Дарвином, а 28 ноября 2014 года провел парад в Таунсвилле в честь своего перехода в 3-ю бригаду. Согласно плану «Беершеба», 2-й кавалерийский полк стал одним из трёх бронекавалерийских полков, приданных многоцелевым боевым бригадам СВ, расположенным в Брисбене, Дарвине и Таунсвилле. Полк оснащён танками M1A1 и БРМ ASLAV.

## Состав
По состоянию на 2017 год в состав полка входили:
- Штаб полка (RHQ)
- Эскадрон A — разведывательный (оснащён ASLAV)
- Эскадрон B — разведывательный (оснащён ASLAV)
- Эскадрон C — танковый (оснащён M1A1 Abrams)
- Эскадрон поддержки.

## Традиции

### Эмблема
Знак полка представляет собой австралийского клинохвостого орла, вздымающего копьё и знамя со словом «храбрость» в когтях. Он появился вскоре после формирования полка, когда был проведен конкурс на создание соответствующего знака. Выбор пал на хищную птицу, поскольку полк занимался разведкой. Клинохвостый орёл был выбран из-за его «остроты зрения и способности перемещаться на большие расстояния». Знак был вручён в 1967 году.

### Гидон
Первый гидон (боевое знамя) полка был вручен в 1972 году, когда эскадрон «A», 3-го кавалерийского полка был переведён во 2-й кавалерийский полк. Он был утерян когда в 1990 году офицерский дом был уничтожен пожаром. Новый гидон был вручен в том же году.

### Талисман
Талисманом полка является клинохвостый орёл по имени «Куредж» (Courage, «Мужество»). С момента формирования полка их было два:
- Courage I: трупер Куредж был представлен полку шестинедельным орлёнком в 1967 году и участвовал практически во всех полковых церемониях, начиная с 1969 года, включая участие в домашнем карауле для королевы в 1974 году. Перед смертью в 1987 году Куредж дослужился до звания сержанта[15].
- Courage II: Новый талисман, снова названный Куреджем, был представлен полку в 1987 году. Первым крупным церемониальным событием для него стало участие в охране принца Уэльского во время его визита в Австралию в 1988 году на празднование двухсотлетия. В 1997 году, во время летной тренировки со своими кураторами, капрал Куредж отказался сотрудничать и улетел, и его не могли найти в течение двух дней после продолжительных поисков. Он был обвинён в самовольной отлучке и понижен в звании до рядового. В 1998 году его снова повысили до капрала. Перед смертью 16 октября 2017 года Куредж дослужился до звания уорент-офицера второго класса[15][16].

## Боевая слава
2-й кавалерийский полк является хранителем боевых наград, которыми был награждён 2/6-й кавалерийский полк (коммандос) (2/6th Cavalry Commando Regiment) за службу во время Второй мировой войны, хотя эти награды не изображены на гидоне полка.
- North Africa 1940-41, Bardia 1941, Capture of Tobruk, Cerna Giaabub, Syria 1941, Meejayun, Adlum, Sidon, Darmour, South West Pacific 1944-45, Liberation of Australian New Guinea, Abau-Malin, Anub River, Maprik, Wewak, Wirui Mission.[15]